# Pase de la firma
El pase de la firma se ejecuta con la muleta en la mano derecha, a pies juntos o con el compás abierto. El torero sujeta la muleta y torea por el pitón derecho, de forma que baja la mano para someter al animal y después se la quita de la cara y la lleva con arte hacia la cadera con los vuelos de la muleta.
Al iniciar una faena permite someter al toro a la vez que el torero sale airoso de la cara del animal. Del mismo modo, puede realizarse durante la faena para rematar una tanda a modo de adorno. Interpretado de manera templada y con quietud es un pase muy torero que gusta especialmente en plazas como Las Ventas, por ejemplo.
Esta suerte, que surgió en Bilbao el 15 de mayo de 1921 con motivo de un pase doble que ejecutó Granero, debe su nombre a que el doble viaje que describe la mano del diestro se asemeja a un garabato o rúbrica.
Se puede afirmar que el pase de la firma es muy similar al trincherazo con la única diferencia de que se realiza por el otro pitón, y de hecho es frecuente que se ejecuten ligados. Al ser un pase de castigo, cuanto más se le baje la mano al toro y más bruscamente se le retire la muleta de la cara, más se mermará su poder.
Por su concepción, el pase de la firma es corto, no se le lleva al toro durante mucho tiempo, pero para realizarlo con arte y empaque, el torero tiene que medir bien la velocidad del toro y saber darle el toque en el momento oportuno. Entre los grandes intérpretes de esta suerte figuran Manolo Granero y Manuel Amador.
El pintor taurino Carlos Ruano Llopis dedicó uno de sus cuadros al pase de la firma. 